# Gustaf Alfred Söderqvist
Gustaf Alfred Söderqvist, född 16 oktober 1851 i Gärdserums socken, död 26 december 1903 i Röks socken, var en svensk präst i Röks församling och kontraktsprost i Lysings kontrakt.

## Biografi
Gustaf Alfred Söderqvist föddes 16 oktober 1851 i Gärdserums socken. Han var son till pappersfabrikören Gustaf Leonard Söderqvist och inga Josefina Eriksson. Söderqvist blev 1872 student vid Uppsala universitet. Han tog 31 maj 1875 teoretisk teologisk examen och 14 december 1875 praktsik teologisk examen. Söderqvist prästvigdes 3 februari 1876 och blev 15 september 1879 komminister i Ukna församling, tillträde inte tjänsten. Söderqvist blev 7 juni 1881 komminister i Östra Stenby församling, tillträde 1882 och blev 7 juli 1894 kyrkoherde i Röks församling, tillträde 1895. Han blev 2 juli 1897 kontraktsprost i Lysings kontrakt. Han avled 26 december 1903 i Röks socken.

### Familj
Söderqvist gifte sig 21 augusti 1881 med Agnes Erika Rahmberg (född 1852). Hon var dotter till handlanden Karl Erik Rahmberg och Agnes Liljenroos i Hällestads socken. De fick tillsammans barnen Agnes Maria (född 1882), Gustaf Samuel (född 1883), Josefina Elisabet (född 1885), Eva Erika (född 1887), Ester Olavia (född 1890), Hanna (född 1892) och Carl Gustaf Daniel (född 1894).